# Hors contrôle
Pour les articles homonymes, voir Hors contrôle (homonymie).
Pour plus de détails, voir Fiche technique et Distribution.
Hors contrôle, ou Mike et Dave cherchent compagnes pour mariage à Hawaii, (Mike and Dave Need Wedding Dates) est un film américain réalisé par Jake Szymanski, sorti le 8 juillet 2016.

## Synopsis
Dave Stangle (Zac Efron) et Mike Stangle (Adam DeVine), deux frères inséparables, mettent la zizanie à chaque fête qu'organise la famille. Leurs parents les obligent alors à trouver chacun une cavalière pour le mariage de leur sœur Jeanie (Stephanie Beard) afin de les empêcher de gâcher la fête. Après avoir publié une annonce en ligne, ils ne tardent pas à trouver deux femmes pour les accompagner. Mais celles-ci sont encore plus incontrôlables qu'eux...

## Fiche technique
Sauf indication contraire, les informations mentionnées dans cette section peuvent être confirmées par la base de données cinématographiques IMDb,  présente dans la section « Liens externes ».
- Titre français : Hors contrôle
- Titre québécois : Mike et Dave cherchent compagnes pour mariage[1]
- Titre original : Mike and Dave Need Wedding Dates
- Réalisation : Jake Szymanski
- Scénario : Andrew J. Cohen (en) et Brendan O'Brien (en)
- Photographie : Matthew Clark
- Direction artistique : Mark Garner et Caleb Mikler
- Décors : Tyler B. Robinson
- Musique : Jeff Cardoni
- Montage : Lee Haxall et Jonathan Schwartz
- Distribution des rôles : Katie Doyle, Jennifer Euston et Sheila Jaffe
- Production : Peter Chernin, Jonathan Levine et Jenno Topping (en)
- Sociétés de production : Chernin Entertainment et TSG Entertainment
- Société de distribution : 20th Century Fox
- Pays :  États-Unis
- Langue : anglais
- Budget : $
- Format : couleur
- Genre : comédie
- Durée : 98 minutes
- Dates de sortie :
  - États-Unis : 8 juillet 2016
  - Belgique : 10 août 2016
  - France : 17 août 2016

## Distribution
Sauf indication contraire, les informations mentionnées dans cette section peuvent être confirmées par la base de données cinématographiques IMDb,  présente dans la section « Liens externes ».
- Zac Efron (VF : Gauthier Battoue ; VQ : Nicolas Charbonneaux-Collombet) : Dave Stangle
- Adam DeVine (VF : Fabrice Trojani ; VQ : Nicholas Savard L'Herbier) : Mike Stangle
- Anna Kendrick (VF : Karine Foviau ; VQ : Catherine Bonneau) : Alice
- Aubrey Plaza (VF : Cécile d'Orlando ; VQ : Geneviève Bastien) : Tatiana
- Stephen Root (VF : Philippe Peythieu ; VQ : Manuel Tadros) : Burt
- Stephanie Faracy (en) : Rosie
- Sugar Lyn Beard (VF : Nathalie Kanoui ; VQ : Claudia-Laurie Corbeil) : Jeanie Stangle, la sœur de Dave et Mike
- Sam Richardson (VF : Daniel Lobé ; VQ : Martin Desgagné) : Eric
- Alice Wetterlund (VF : Célia Asensio ; VQ : Véronique Marchand) : La cousine Terry
- Lavell Crawford (VF : Günther Germain) : Keith
- Mary Hollande (VF : Julie Brochen) : Becky
- Kumail Nanjiani (VF : Pascal Sellem ; VQ : Adrien Bletton) : Keanu
- Jake Johnson (VF : Cédric Ingard) : Ronnie
- Marc Maron : Randy
- Kyle Smigielski : Luke
- Wendy Williams : Elle-même

 Source et légende : version française (VF) sur RS Doublage